# Louk Sorensen
 Louk Sorensen  nacido el 7 de enero de 1985 es un extenista profesional de Irlanda.

## Carrera
Comenzó a jugar tenis a los 3 años. Su padre, Sean Sorensen, es un exjugador profesional que compitió en 1977 en Wimbledon (perdió con Rod Laver en primera ronda) y terminó segundo por detrás de Mats Wilander en un evento ATP Challenger Tour en Alemania, en febrero de 1982. Es entrenado por su hermano Kevin.
Su ranking individual más alto logrado en el ranking mundial ATP, fue el n.º 213 el 1 de febrero de 2010. Mientras que en dobles alcanzó el puesto n.º 552 el 12 de diciembre de 2005.
Hasta el momento ha obtenido 1 títulos de la categoría ATP Challenger Series, en la modalidad de individuales.

### Copa Davis
Desde el año 2005 es participante del Equipo de Copa Davis de Irlanda. Tiene en esta competición un récord total de partidos ganados/perdidos de 10/2 (10/2 en individuales y 0/0 en dobles).

## Títulos; 1 (1 + 0)
| Leyenda                     | Individuales | Dobles |
| --------------------------- | ------------ | ------ |
| Grand Slam                  | 0            | 0      |
| ATP World Tour Finals       | 0            | 0      |
| ATP World Tour Masters 1000 | 0            | 0      |
| ATP World Tour 500 Series   | 0            | 0      |
| ATP World Tour 250 Series   | 0            | 0      |
| ATP Challenger Series       | 1            | 0      |

### Individuales
| N.º | Fecha      | Torneo                   | Superficie  | Oponentes en la final | Resultado      |
| --- | ---------- | ------------------------ | ----------- | --------------------- | -------------- |
| 1.  | 25.02.2008 | Challenger de Wolfsburgo | Carpeta (i) | Farrukh Dustov        | 7–67, 4–6, 6–4 |